# Karel Mornstein-Zierotin
Karel Mornstein-Zierotin (* 10. března 1939 Brno) je bývalý majitel zámku v Bludově a potomek rytířského rodu Mornsteinů, po matce pocházející z moravské větve hraběcího rodu Žerotínů.

## Život
Po skončení školy nastoupil na jedenáctiletku. Po skončení jedenáctileté školy se dostal na stavební fakultu, kterou dokončil v roce 1963. Do zaměstnání nastoupil do Prefy v Košicích. Zde zažil i rok 1968 s invazí spřátelených armád. Ze Slovenska se do České republiky vrátil po roce 1993. Krátce po revoluci si zažádal o vrácení majetku a byla mu vrácena polovina majetku - Zámek Bludov. Později získal od obce Bludov i druhou polovinu. O jeho životě na Bludově natočila Česká televize obsáhlý dokument "Na Bludově".
Je rytířem orleánské obedience Vojenského a špitálního řádu sv. Lazara Jeruzalénského, čestným patronem 71. mechanizovaného praporu a zakládajícím členem charitativní organizace Korunka Velké Losiny.
V roce 2021 kandidoval ve volbách do Poslanecké sněmovny na druhém místě kandidátky v Moravskoslezském kraji za monarchistickou politickou stranu Koruna Česká. K tomu na dotaz redaktora Seznam zpráv uvedl, že "Konstituční monarchie je zárukou demokracie a vlády práva, protože hlava státu není závislá na momentální politické náladě, je neutrální a skutečně nadstranická, čímž brání uzurpaci moci populisty a radikály." a pokračoval "Jsem nejenom majitelem zámku, ale i lesník, který se stará o lesy, děděné v naší rodině již bezmála 900 let. Duby, které dnes sází moje dcera, bude těžit až můj pravnuk. A já dnes kácím stromy, které dal zasadit můj dědeček Karel Emanuel ze Zierotina." Publikoval analýzu průzkumu agentury MEDIAN ze srpna 2021 „Názory, postoje a znalosti obyvatel ČR“. Agentura Median zjistila, že 37% obyvatel České republiky by akceptovalo parlamentní monarchii jako formu vlády, 20% občanů by uvítalo návrat současných členů Habsbursko-Lotrinské dynastie do českého politického života a 13% spoluobčanů je aktivně pro obnovení monarchie v českých zemích, z čehož Ing. Mornstein-Zierotin ve své analýze pozitivní výhledy pro obnovu monarchie.
Dne 6. ledna 2023 odhalil bustu svého dědečka Karla Emanuela ze Žerotína na žerotínské hrobce v Bludově.

## Původ
Rod rytířů z Mornsteinu měl původně sídlo na hradě Mornstein v Bavorsku a do Čech přesídlil s družinou manželky císaře a krále Karla IV., Anny Falcké. Rod pak byl nějakou dobu usazen v jižních Čechách, ale od 19. století už šlo o víceméně úřednickou rodinu. Pradědeček pracoval jako vrchní školní inspektor a dědeček Vojtěch z Mornsteinu jako hlavní účetní královského města Prahy. Vojtěch z Mornsteinu se v roce 1860 účastnil spolu s Miroslavem Tyršem, Jindřichem Fügnerem a dalšími muži ustavující valné hromady tělocvičné jednoty Sokol.
Dalším známým členem rodu je biofyzik a spisovatel prof. Vojtěch Mornstein.
Ačkoliv je jméno jeho předků běžně psáno jako Žerotín, píše se on sám jako Karel Mornstein-Zierotin, tedy bez háčků a čárek, podle pravopisu před Husovou jazykovou reformou, neboť Zierotinové užívali své jméno takto již od 12. století. Příjmení Zierotin mu bylo povoleno Krajským úřadem Olomouckého kraje v roce 2004. Posledním moravským Zierotinem byl totiž Karel Emanuel Zierotin, jehož smrtí v roce 1934 vymřeli moravští Zierotinové po meči.Jeho dcera Marie Helena Zierotin byla matkou Karla Mornstein-Zierotina.